# Taiwan under Qingdynastiet
Taiwan under Qingdynastiet omhandler perioden, hvor Qingdynastiet i Kina styrede Taiwan, hvilket foregik fra 1683 til 1895. Det startede da Kina sendte en hær under ledelse af general Shi Lang, som annekterede Taiwan i 1683 og sluttede ved freden i Shimonoseki i 1895 hvor Kina ifølge traktaten blandt andet skulle afstå Taiwan til Japan, hvorved Taiwan kom under japansk styre.

## Historie
På Taiwan var Kongeriget Tungning nogle af de sidste modstandere af Qingdynastiet og Kina annekterede derfor Taiwan for at nedkæmpe dem. Qingdynastiet ønskede ikke at udvikle Taiwan for meget, fordi de frygtede, at det igen kunne falde i modstandernes hænder. Der var på den tid ofte oprør imod Qingdynastiet mange steder i Kina. I 1721 lykkedes det for Zhu Yigui, en modstander af Qingdynastiet, at gøre oprør og tage magten i hovedbyen Tainan. Der gik dog ikke mange måneder, før Qingdynastiets soldater gik i land på Taiwan og nedkæmpede oprøret og henrettede Zhu Yigui.
| Historie | Spire Denne historieartikel er en spire som bør udbygges. Du er velkommen til at hjælpe Wikipedia ved at udvide den. |